# بطولة ويمبلدون 1884
قائمة ببطولات ويمبلدون لسنة 1884:

## فردي رجال
ويليام رينشاو هزم  هربرت لاوفورد. النتيجة: 6-0 6-4 9-7

## فردي سيدات
ماود واتسن هزمت  ليليان واتسن النتيجة: 6-8, 6-3, 6-3